# Kabinet-Natsir
Het kabinet-Natsir was het eerste kabinet van de eenheidsstaat Indonesië na opheffing van de Verenigde Staten van Indonesië. Het kabinet-Natsir was daarmee de opvolger van zowel de regering van de Verenigde Staten van Indonesië als van het kabinet-Halim van de deelstaat Republiek Indonesië.
Op 22 augustus 1950, enkele dagen na de uitroeping van de eenheidsstaat Indonesië, vroeg president Soekarno aan Mohammad Natsir van de Masjoemi-partij om een kabinet samen te stellen. De coalitie bestond uit verschillende partijen. Grote afwezige was de Indonesische Nationalistische Partij (PNI), die niet akkoord was gegaan met het in hun ogen te lage aantal ministers dat hen was toegewezen.

## Kabinetsprogramma
Het kabinet-Natsir had vijf belangrijke doelen:
1. Intensivering van de inspanningen voor vrede en veiligheid
2. Consolidatie en verbetering van de overheid
3. Verbetering van de organisatie van het leger
4. Ontwikkeling en versterking van de economie voor de bevolking
5. Oplossing van de kwestie van West-Irian

Economisch gezien was het kabinet-Natsir vrij succesvol, met het Soemitro-plan (Rencana Sumitro) van minister Soemitro Djojohadikoesoemo voor industrie en handel als een belangrijke aanjager voor de oprichting van nieuwe bedrijven. Ook de toetreding van Indonesië tot de Verenigde Naties op 28 september 1950 was een succes. Vrede en veiligheid was een groter probleem, met opstanden en onafhankelijkheidsbewegingen waaronder de Makassar-affaire, Darul Islam, de poging tot staatsgreep van APRA (Raymond Westerling), de Republiek der Zuid-Molukken en de wens van autonomie van Atjeh. De kwestie van West-Irian werd niet opgelost: het gebied bleef in handen van Nederland (Nederlands-Nieuw-Guinea).
Het kabinet viel uiteindelijk al na een paar maanden. De PNI diende op 22 januari 1951 een motie van wantrouwen in (in de Volksvertegenwoordigingsraad) en die werd met 70 tegen 48 stemmen aangenomen. De regeringspartijen PIR, Parindra en Parkindo steunden de motie en de PSI onthield zich van stemming. Premier Natsir diende op 21 maart 1951 zijn ontslag in bij president Soekarno en op 27 april werd het kabinet opgevolgd door het kabinet-Soekiman-Suwirjo.

## Samenstelling
| Nr. | Ministerspost                  | Minister | Minister                                             | Partij        |
| --- | ------------------------------ | -------- | ---------------------------------------------------- | ------------- |
| 1   | Minister-President             |          | Mohammad Natsir                                      | Masjoemi      |
| 1   | Vicepremier                    |          | Hamengkoeboewono IX                                  | onafhankelijk |
| 2   | Binnenlandse Zaken             |          | Assaat                                               | onafhankelijk |
| 3   | Buitenlandse Zaken             |          | Mohamad Roem                                         | Masjoemi      |
| 4   | Volksveiligheid                |          | Abdoel Halim (tot 17 december 1950)                  | onafhankelijk |
| 4   | Volksveiligheid                |          | Mohammad Natsir (ad-interim, vanaf 17 december 1950) | Masjoemi      |
| 5   | Rechterlijke Macht             |          | Wongsonegoro                                         | PIR           |
| 6   | Informatie                     |          | Melkias Agustinus Pellaupessy                        | F.D.          |
| 7   | Financiën                      |          | Sjafruddin Prawiranegara                             | Masjoemi      |
| 8   | Industrie en Handel            |          | Sumitro Djojohadikusumo                              | PSI           |
| 9   | Landbouw                       |          | Tandiono Manu                                        | PSI           |
| 10  | Openbare Werken en Wederopbouw |          | Herman Johannes                                      | PIR           |
| 11  | Sociale Zaken                  |          | F. S. Haryadi                                        | PK            |
| 12  | Transport                      |          | Djoeanda Kartawidjaja                                | onafhankelijk |
| 13  | Gezondheid                     |          | Johannes Leimena                                     | Parkindo      |
| 14  | Godsdienst                     |          | Wahid Hasjim                                         | Masjoemi      |
| 15  | Arbeid                         |          | Soeroso                                              | Parindra      |
| 16  | Onderwijs en Cultuur           |          | Bahder Djohan                                        | onafhankelijk |
| 17  | Minister van Staat             |          | Harsono Tjokroaminoto (tot 31 december 1950)         | PSII          |